# Ouveillan
Ouveillan  en occitan Auvelhan , est une commune française, située dans le nord-est du département de l'Aude en région Occitanie. Ses habitants sont appelés les Ouveillanais.
Sur le plan historique et culturel, la commune fait partie du Narbonnais, un pays comprenant Narbonne et sa périphérie, le massif de la Clape et la bande lagunaire des étangs. Exposée à un climat méditerranéen, elle est drainée par le canal du Midi, la rivière de Quarante, le Ruisseau Audié, le ruisseau de la Nazoure, le ruisseau de la Nazourette et par divers autres petits cours d'eau. La commune possède un patrimoine naturel remarquable composé de deux zones naturelles d'intérêt écologique, faunistique et floristique.
Ouveillan est une commune rurale qui compte 2 635 habitants en 2022, après avoir connu une forte hausse de la population depuis 1975. Elle appartient à l'unité urbaine d'Ouveillan et fait partie de l'aire d'attraction de Narbonne. Ses habitants sont appelés les Ouveillanais ou  Ouveillanaises.
Le patrimoine architectural de la commune comprend quatre  immeubles protégés au titre des monuments historiques : l'église Saint-Jean-l'Évangéliste, inscrite en 1926, la Grange de Fontcalvy, classée en 1983, le château du Terral, classé en 2005, et le monument aux morts d'Ouveillan, inscrit en 2018.
De style néo-Renaissance, le château pinardier de Preïssan est également situé dans la commune.

## Géographie
Commune située dans le Minervois, elle est limitrophe avec le département de l'Hérault.

### Communes limitrophes
| Cruzy (Hérault) | Quarante (Hérault) | Capestang (Hérault) |
| Argeliers       | Ouveillan          | Montels (Hérault)   |
| Sallèles-d'Aude |                    | Cuxac-d'Aude        |

### Voies de communication et transports
La commune est desservie par la ligne 7 des Autobus de Narbonne.

### Hydrographie

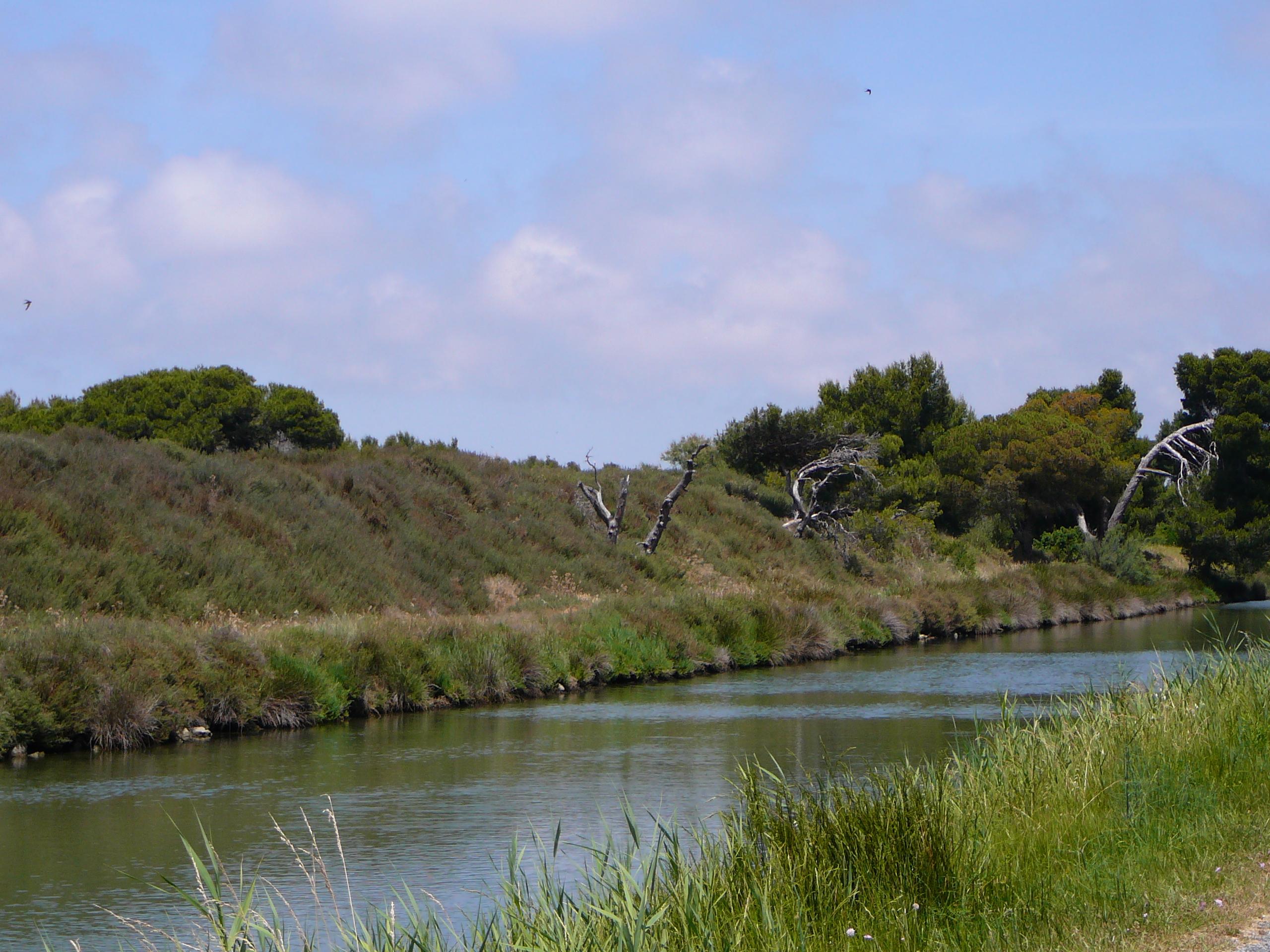
Le canal de la Robine (quelques mètres avant l'entrée de l'île de Sainte-Lucie).

La commune est dans la région hydrographique « Côtiers méditerranéens », au sein du bassin hydrographique Rhône-Méditerranée-Corse. Elle est drainée par le canal du Midi, la rivière de Quarante, le ruisseau Audié, le ruisseau de la Nazoure, le ruisseau de la Nazourette, Mayre de Sélicate, le ruisseau de Fonbabouly, le ruisseau de la Libarde, le ruisseau de la Nazoure et le ruisseau de Malviès, qui constituent un réseau hydrographique de 20 km de longueur totale,.
Le canal du Midi, d'une longueur totale de 239,8 km, est un canal de navigation à bief de partage qui relie Toulouse à la mer Méditerranée depuis le XVIIe siècle.
La Quarante, d'une longueur totale de 20,3 km, prend sa source dans la commune d'Assignan et s'écoule vers le sud-est. Elle traverse la commune et se jette dans l'étang de Capestang à Capestang, après avoir traversé 6 communes.
Le ruisseau Audié, d'une longueur totale de 12,2 km, prend sa source dans la commune et s'écoule vers le sud puis se réoriente vers l'est. Il traverse la commune et se jette dans le canal de la Noër à Coursan, après avoir traversé 4 communes.

### Climat
Pour des articles plus généraux, voir Climat de l'Occitanie et Climat de l'Aude.
En 2010, le climat de la commune est de type climat méditerranéen franc, selon une étude s'appuyant sur une série de données couvrant la période 1971-2000. En 2020, Météo-France publie une typologie des climats de la France métropolitaine dans laquelle la commune est exposée à un climat méditerranéen et est dans la région climatique Provence, Languedoc-Roussillon, caractérisée par une pluviométrie faible en été, un très bon ensoleillement (2 600 h/an), un été chaud (21,5 °C), un air très sec en été, sec en toutes saisons, des vents forts (fréquence de 40 à 50 % de vents > 5 m/s) et peu de brouillards.
Pour la période 1971-2000, la température annuelle moyenne est de 14,6 °C, avec  une amplitude thermique annuelle de 15,7 °C. Le cumul annuel moyen de précipitations est de 512 mm, avec 4,7 jours de précipitations en janvier et 2,5 jours en juillet. Pour la période 1991-2020 la température moyenne annuelle observée sur la station météorologique la plus proche, située à Argeliers à 5 km à vol d'oiseau, est de 15,8 °C et le cumul annuel moyen de précipitations est de 624,7 mm,. Pour l'avenir, les paramètres climatiques de la commune estimés pour 2050 selon différents scénarios d’émission de gaz à effet de serre sont consultables sur un site dédié publié par Météo-France en novembre 2022.

### Milieux naturels et biodiversité

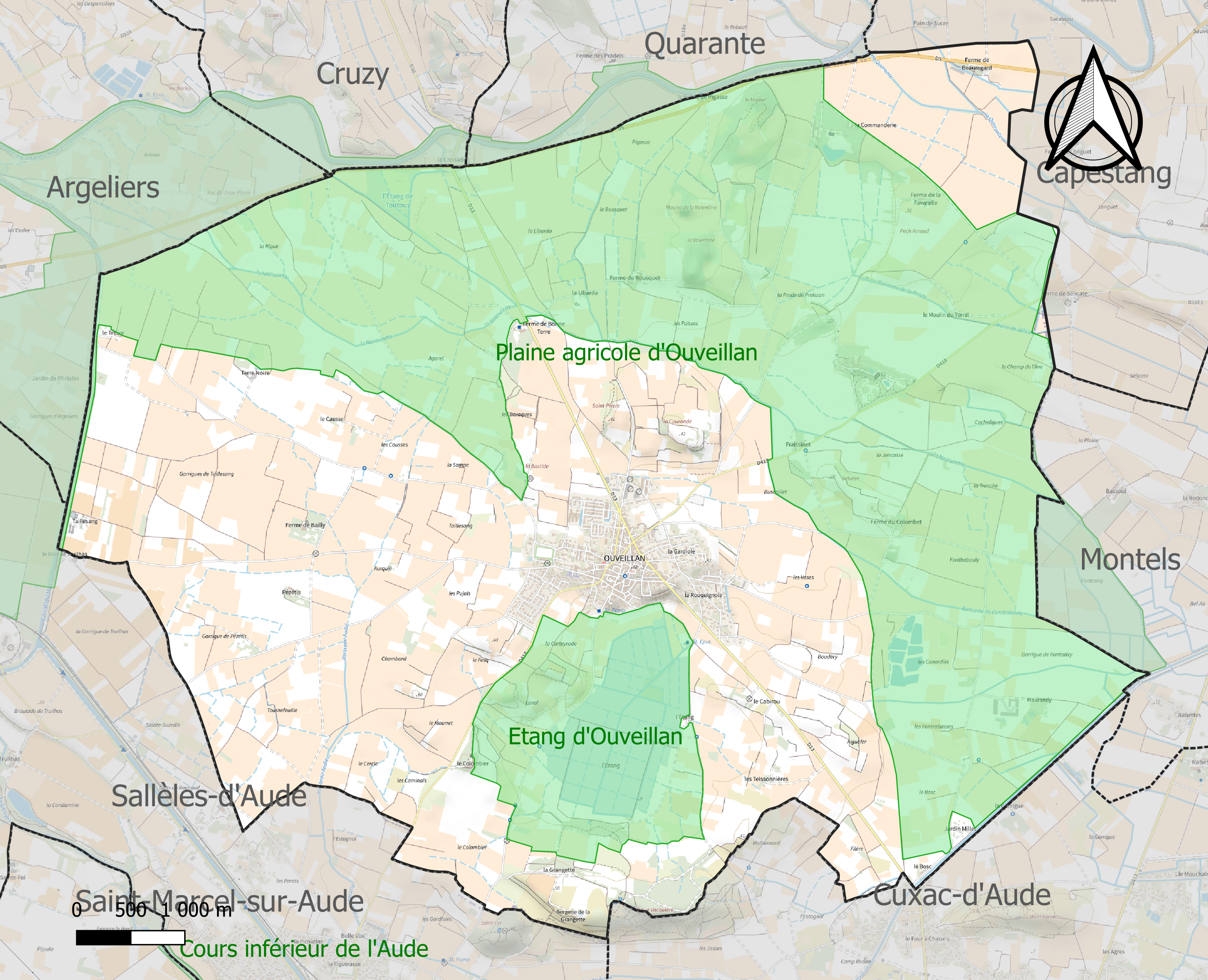
Carte des ZNIEFF de type 1 localisées sur le territoire de la commune.

L’inventaire des zones naturelles d'intérêt écologique, faunistique et floristique (ZNIEFF) a pour objectif de réaliser une couverture des zones les plus intéressantes sur le plan écologique, essentiellement dans la perspective d’améliorer la connaissance du patrimoine naturel national et de fournir aux différents décideurs un outil d’aide à la prise en compte de l’environnement dans l’aménagement du territoire.
Deux ZNIEFF de type 1 sont recensées dans la commune :
l'« étang d'Ouveillan » (205 ha), et 
la « plaine agricole d'Ouveillan » (1 902 ha), couvrant 7 communes dont 4 dans l'Aude et 3 dans l'Hérault.

## Urbanisme

### Typologie
Au 1er janvier 2024, Ouveillan est catégorisée bourg rural, selon la nouvelle grille communale de densité à 7 niveaux définie par l'Insee en 2022.
Elle appartient à l'unité urbaine d'Ouveillan, une unité urbaine monocommunale constituant une ville isolée,. Par ailleurs la commune fait partie de l'aire d'attraction de Narbonne, dont elle est une commune de la couronne,. Cette aire, qui regroupe 71 communes, est catégorisée dans les aires de 50 000 à moins de 200 000 habitants,.

### Occupation des sols
L'occupation des sols de la commune, telle qu'elle ressort de la base de données européenne d’occupation biophysique des sols Corine Land Cover (CLC), est marquée par l'importance des territoires agricoles (96,9 % en 2018), une proportion sensiblement équivalente à celle de 1990 (97,4 %). La répartition détaillée en 2018 est la suivante : 
cultures permanentes (79,2 %), zones agricoles hétérogènes (14,1 %), prairies (3,5 %), zones urbanisées (3,1 %). L'évolution de l’occupation des sols de la commune et de ses infrastructures peut être observée sur les différentes représentations cartographiques du territoire : la carte de Cassini (XVIIIe siècle), la carte d'état-major (1820-1866) et les cartes ou photos aériennes de l'IGN pour la période actuelle (1950 à aujourd'hui).

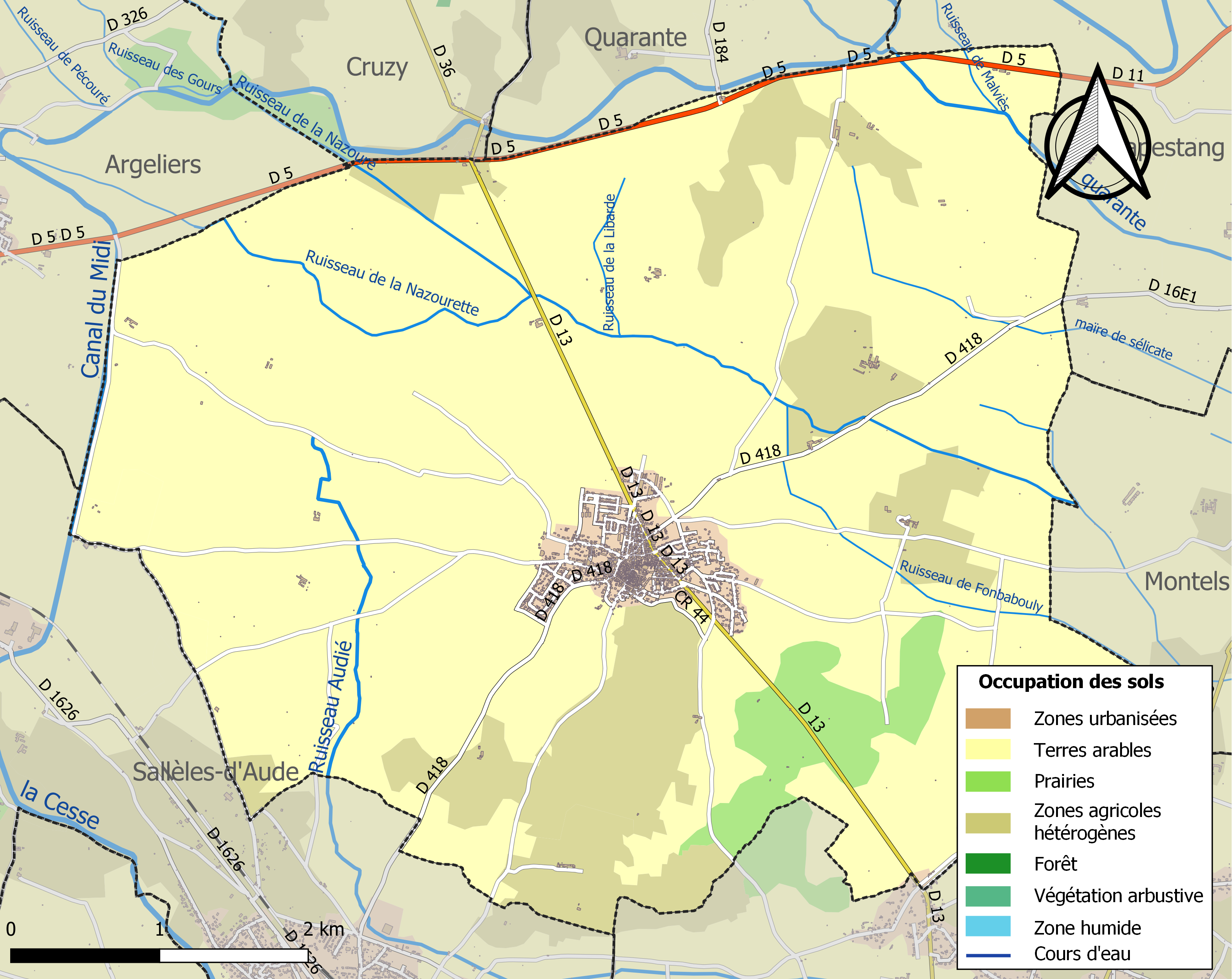
Carte des infrastructures et de l'occupation des sols de la commune en 2018 (CLC).

### Risques majeurs
Le territoire de la commune d'Ouveillan est vulnérable à différents aléas naturels : météorologiques (tempête, orage, neige, grand froid, canicule ou sécheresse), inondations, feux de forêts et séisme (sismicité faible). Il est également exposé à un risque technologique, le transport de matières dangereuses. Un site publié par le BRGM permet d'évaluer simplement et rapidement les risques d'un bien localisé soit par son adresse soit par le numéro de sa parcelle.

#### Risques naturels
Certaines parties du territoire communal sont susceptibles d’être affectées par le risque d’inondation par débordement de cours d'eau, notamment le ruisseau Audié, le canal du Midi et la rivière de Quarante. La commune a été reconnue en état de catastrophe naturelle au titre des dommages causés par les inondations et coulées de boue survenues en 1982, 1992, 1996, 1999, 2003, 2009 et 2018,.

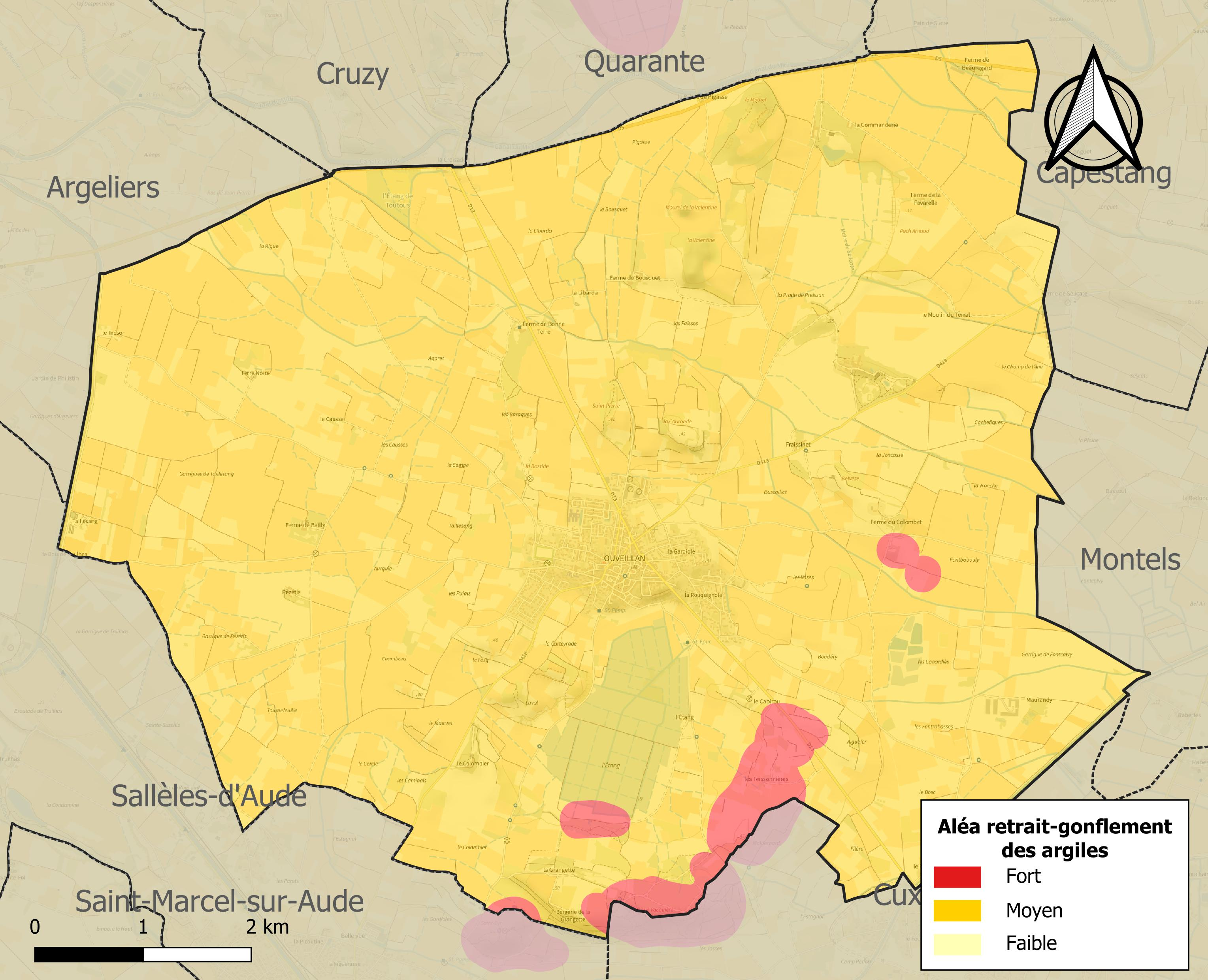
Carte des zones d'aléa retrait-gonflement des sols argileux d'Ouveillan.

Le retrait-gonflement des sols argileux est susceptible d'engendrer des dommages importants aux bâtiments en cas d’alternance de périodes de sécheresse et de pluie. La totalité de la commune est en aléa moyen ou fort (75,2 % au niveau départemental et 48,5 % au niveau national). Sur les 1 245 bâtiments dénombrés sur le territoire de la commune en 2019, 1245 sont en aléa moyen ou fort, soit 100 %, à comparer aux 94 % au niveau départemental et 54 % au niveau national. Une cartographie de l'exposition du territoire national au retrait gonflement des sols argileux est disponible sur le site du BRGM,.

#### Risques technologiques
Le risque de transport de matières dangereuses dans la commune est lié à sa traversée par une route à fort trafic. Un accident se produisant sur une telle infrastructure est en effet susceptible d’avoir des effets graves au bâti ou aux personnes jusqu’à 350 m, selon la nature du matériau transporté. Des dispositions d’urbanisme peuvent être préconisées en conséquence.

## Toponymie
Le nom de la localité est attesté sous les formes 

- Ovilianum en 924,
- Ecclesia Sancti Johannis de Oviliano en 1129,
- Castrum inferius de Oviliano en 1188,
- Ovelhanum en 1319,
- Ovelhan au XIVe siècle,
- Oveilhan en 1639,
- Ouveillan en 1781.

On trouve aussi castrum de Ovilhiaino dans les archives[Lesquelles ?][Quand ?].
Nom patronymique[Information douteuse] latin Ovilius,-anum[réf. nécessaire]
- en latin Ovilianum ou Ovelianum, vient de ovile, is, signifiant « bergerie », pourrait faire référence à l'élevage de la brebis, dont la bergerie de la grange cistercienne de Fontcalvy deviendra emblématique ;
- en occitan, Auvelhan, pourrait venir de[style à revoir] auve, « île d'alluvion », et ferait référence à sa situation géophysique de promontoire au milieu d'un étang salin.

La graphie moderne Ouveillan est de type français, elle a remplacé la graphie occitane Ovelhan, le digramme lh (+ -an) se prononçant « y(an) » [j(ɑ̃)] en occitan, et semi-francisée Oveilhan. La forme moderne en occitan est Auvelhan.

## Histoire

### Fondation
L'existence d'Ouveillan est attestée au Xe siècle. À cette époque, les textes rédigés en latin évoquent une « villa [ou villare] de Oviliano », petit hameau d'exploitation agricole. Ouveillan ne sera qualifié de « château », (castrum) en latin médiéval, qu'à partir du XIIe siècle.[réf. nécessaire]

### XIIesiècle
Le village fut le théâtre de la guerre entre Roger, vicomte de Carcassonne, et Pierre Raynard de Béziers, qui le donna à sa fille, veuve de Pierre Armengard et épouse de Pierre de Minerve.
Fortifié dès le XIIe siècle, ses défenses consistaient dès le siècle suivant en deux châteaux, tous deux couverts par des remparts percés de trois portes, le portail d'amont, le portail d'aval et le portail salinier. Le château bas, ou vieux château, était situé près de l'étang. Le château haut, ou château fort, était situé sur la colline.

### Nom de famille
Ouveillan a été le nom d'une famille qui, pendant deux siècles du XIIe au XIIIe, comptait parmi les chevaliers du Narbonnais, dont on trouve trace dans des actes notariaux :
Pierre d'Ouveilhan (1121), Raymond d'Ouveilhan et son épouse Adalaïs (1152), Guiraud ou Géraud d'Ouveilhan et Bernard son frère (1153), Bérenger d'Ouveilhan (1163), Guillaume d'Ouveilhan (1188), Raymond-Bérenger d'Ouveilhan (1188), Bernard ou Bertrand l'Ouveilhan (1208), Raymond d'Ouveilhan (1208), Pierre d'Ouveilhan et sa fille Adalaîs (1217), Bernard d'Ouveilhan (1229), Raymond d'Ouveilhan et sa femme Grègue (1239), Pierre-Raymond d'Ouveilhan et son frère Bertrand (1240), Raymond-Bérenger d'Ouveilhan (1260), Bérenger d'Ouveilhan (1323).

### DuXIVeauXVIIesiècle

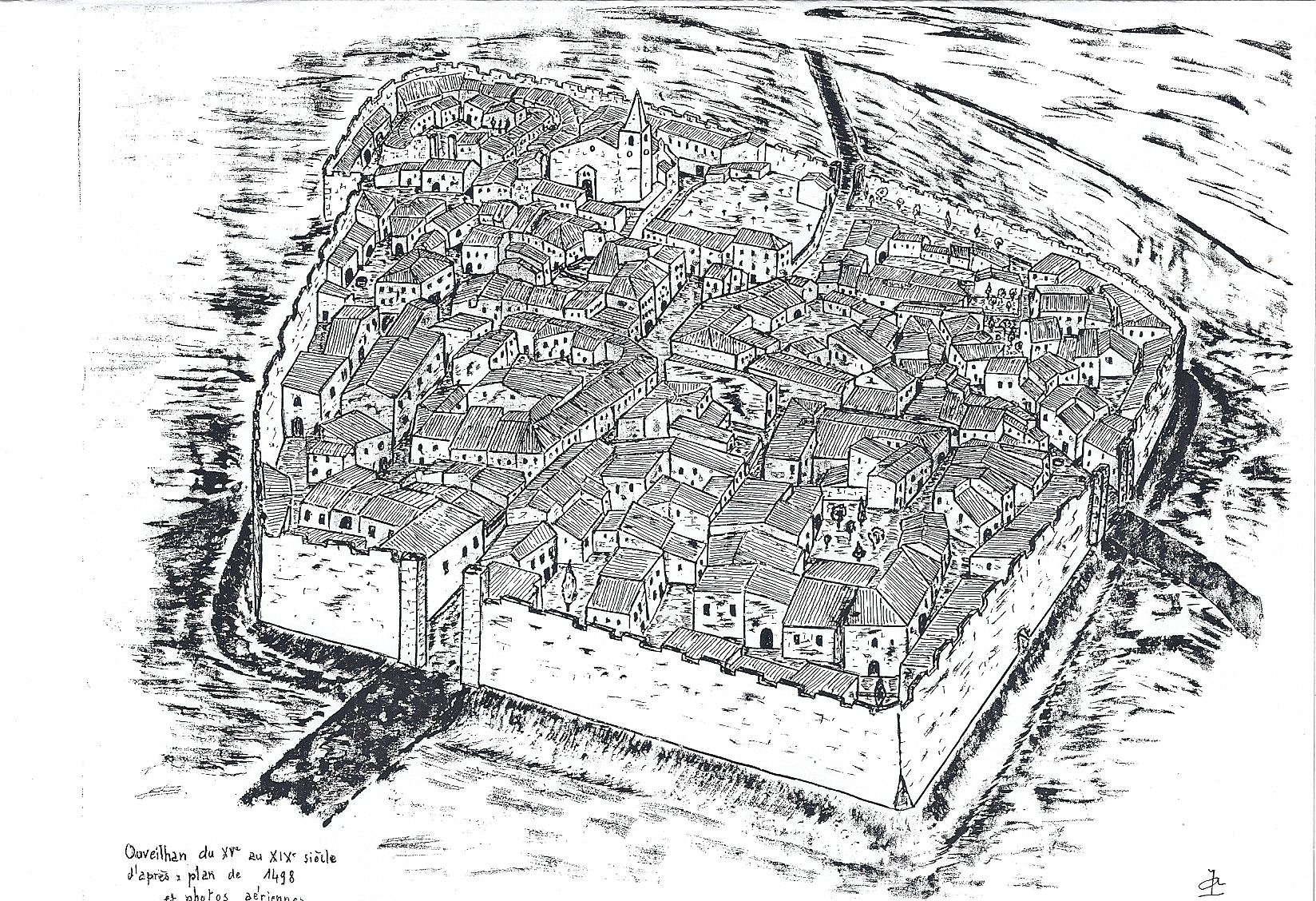
Illustration vue aérienne an 1498.

Ruinées en 1355 par le Prince noir, Édouard de Woodstock, ces fortifications furent relevées en 1365, réparées en 1565, 1571 et 1574.
La muraille du fort fut refaite en 1627, les portes et les murs restaurés en 1628.
À la Renaissance, les Frégose, illustre famille génoise inféodée à Ouveillan en 1594 par un parent alors abbé commendataire de l’Abbaye de Fontfroide, résident dans la Commanderie de Preïssan.

### XXesiècle
Révolte des vignerons du Languedoc en 1907

## Politique et administration

### Liste des maires
| Période                                  | Période        | Identité              | Étiquette | Qualité                                                                                |
| ---------------------------------------- | -------------- | --------------------- | --------- | -------------------------------------------------------------------------------------- |
| Les données manquantes sont à compléter. |                |                       |           |                                                                                        |
| mai 1908                                 | mai 1925       | Joseph Guilhaumou     | PCF       | Propriétaire viticulteur puis agent des chemins de fer                                 |
| Les données manquantes sont à compléter. |                |                       |           |                                                                                        |
| mars 1977                                | juin 1995      | Julien Aussenac       | PS        | Instituteur puis directeur d’école Adjoint au maire (1971 → 1977)                      |
| Les données manquantes sont à compléter. |                |                       |           |                                                                                        |
| juillet 1997                             | mai 2020       | Gérard Cribaillet     | DVG       | Viticulteur Vice-président du Grand Narbonne (? → 2013)                                |
| mai 2020                                 | septembre 2023 | Jean-Paul Chaluleau   | SE        | Ancien journaliste à L'Indépendant, créateur des « Vendanges du coeur » Démissionnaire |
| novembre 2023                            | En cours       | Jean-Antoine Villegas | SE        |                                                                                        |

## Démographie
L'évolution du nombre d'habitants est connue à travers les recensements de la population effectués dans la commune depuis 1793. Pour les communes de moins de 10 000 habitants, une enquête de recensement portant sur toute la population est réalisée tous les cinq ans, les populations de référence des années intermédiaires étant quant à elles estimées par interpolation ou extrapolation. Pour la commune, le premier recensement exhaustif entrant dans le cadre du nouveau dispositif a été réalisé en 2008.

En 2022, la commune comptait 2 635 habitants, en évolution de +10,9 % par rapport à 2016 (Aude : +2,65 %, France hors Mayotte : +2,11 %).
| 1793 | 1800 | 1806  | 1821  | 1831  | 1836  | 1841  | 1846  | 1851  |
| ---- | ---- | ----- | ----- | ----- | ----- | ----- | ----- | ----- |
| 900  | 931  | 1 019 | 1 156 | 1 194 | 1 335 | 1 460 | 1 474 | 1 319 |

| 1856  | 1861  | 1866  | 1872  | 1876  | 1881  | 1886  | 1891  | 1896  |
| ----- | ----- | ----- | ----- | ----- | ----- | ----- | ----- | ----- |
| 1 398 | 1 604 | 1 779 | 1 806 | 2 048 | 2 345 | 2 385 | 2 625 | 2 566 |

| 1901  | 1906  | 1911  | 1921  | 1926  | 1931  | 1936  | 1946  | 1954  |
| ----- | ----- | ----- | ----- | ----- | ----- | ----- | ----- | ----- |
| 2 845 | 2 602 | 2 517 | 2 589 | 2 557 | 2 526 | 2 284 | 2 113 | 2 072 |

| 1962  | 1968  | 1975  | 1982  | 1990  | 1999  | 2006  | 2008  | 2013  |
| ----- | ----- | ----- | ----- | ----- | ----- | ----- | ----- | ----- |
| 2 052 | 1 921 | 1 888 | 1 861 | 1 882 | 1 913 | 2 111 | 2 167 | 2 277 |

| 2018  | 2022  | - | - | - | - | - | - | - |
| ----- | ----- | - | - | - | - | - | - | - |
| 2 549 | 2 635 | - | - | - | - | - | - | - |

## Économie

### Revenus
En 2018  (données Insee publiées en septembre 2021), la commune compte 1 033 ménages fiscaux, regroupant 2 267 personnes. La médiane du revenu disponible par unité de consommation est de 19 540 € (19 240 € dans le département). 39 % des ménages fiscaux sont imposés (39,9 % dans le département).

### Emploi
| Division       | 2008   | 2013   | 2018   |
| -------------- | ------ | ------ | ------ |
| Commune        | 8,4 %  | 12,3 % | 11,4 % |
| Département    | 10,2 % | 12,8 % | 12,6 % |
| France entière | 8,3 %  | 10 %   | 10 %   |

En 2018, la population âgée de 15 à 64 ans s'élève à 1 435 personnes, parmi lesquelles on compte 74,7 % d'actifs (63,3 % ayant un emploi et 11,4 % de chômeurs) et 25,3 % d'inactifs,. Depuis 2008, le taux de chômage communal (au sens du recensement) des 15-64 ans est inférieur à celui du département, mais supérieur à celui de la France.
La commune fait partie de la couronne de l'aire d'attraction de Narbonne, du fait qu'au moins 15 % des actifs travaillent dans le pôle,. Elle compte 384 emplois en 2018, contre 377 en 2013 et 334 en 2008. Le nombre d'actifs ayant un emploi résidant dans la commune est de 923, soit un indicateur de concentration d'emploi de 41,6 % et un taux d'activité parmi les 15 ans ou plus de 51,7 %.
Sur ces 923 actifs de 15 ans ou plus ayant un emploi, 224 travaillent dans la commune, soit 24 % des habitants. Pour se rendre au travail, 86,1 % des habitants utilisent un véhicule personnel ou de fonction à quatre roues, 1,6 % les transports en commun, 8,3 % s'y rendent en deux-roues, à vélo ou à pied et 4 % n'ont pas besoin de transport (travail au domicile).

### Activités hors agriculture

#### Secteurs d'activités
179 établissements sont implantés  à Ouveillan au 31 décembre 2019. Le tableau ci-dessous en détaille le nombre par secteur d'activité et compare les ratios avec ceux du département,.
| Secteur d'activité                                                                                        | Commune | Commune | Département |
| Secteur d'activité                                                                                        | Nombre  | %       | %           |
| --- | ------- | ------- | ----------- |
| Ensemble                                                                                                  | 179     |         |             |
| Industrie manufacturière, industries extractives et autres                                                | 19      | 10,6 %  | (8,8 %)     |
| Construction                                                                                              | 40      | 22,3 %  | (14 %)      |
| Commerce de gros et de détail, transports, hébergement et restauration                                    | 50      | 27,9 %  | (32,3 %)    |
| Activités financières et d'assurance                                                                      | 1       | 0,6 %   | (2,7 %)     |
| Activités immobilières                                                                                    | 7       | 3,9 %   | (5,2 %)     |
| Activités spécialisées, scientifiques et techniques et activités de services administratifs et de soutien | 24      | 13,4 %  | (13,3 %)    |
| Administration publique, enseignement, santé humaine et action sociale                                    | 22      | 12,3 %  | (13,2 %)    |
| Autres activités de services                                                                              | 16      | 8,9 %   | (8,8 %)     |

Le secteur du commerce de gros et de détail, des transports, de l'hébergement et de la restauration est prépondérant dans la commune puisqu'il représente 27,9 % du nombre total d'établissements de la commune (50 sur les 179 entreprises implantées  à Ouveillan), contre 32,3 % au niveau départemental.

#### Entreprises
Les cinq entreprises ayant leur siège social sur le territoire communal qui génèrent le plus de chiffre d'affaires en 2020 sont : 
- Domaine Du Tresor, culture de la vigne (928 k€)
- Marty Construction, travaux de maçonnerie générale et gros œuvre de bâtiment (417 k€)
- Deco Peint, travaux de peinture et vitrerie (262 k€)
- Neotera, commerce de détail de boissons en magasin spécialisé (257 k€)
- Baillat Confort, travaux d'installation d'équipements thermiques et de climatisation (180 k€)

### Agriculture
La commune est dans le « Narbonnais », une petite région agricole occupant le nord-est du département de l'Aude, également dénommée localement « plaine viticole du Bas-Languedoc ». En 2020, l'orientation technico-économique de l'agriculture  dans la commune est la viticulture.
|               | 1988  | 2000 | 2010 | 2020 |
| ------------- | ----- | ---- | ---- | ---- |
| Exploitations | 244   | 176  | 124  | 98   |
| SAU (ha)      | 2 011 | 2272 | 1862 | 1690 |

Le nombre d'exploitations agricoles en activité et ayant leur siège dans la commune est passé de 244 lors du recensement agricole de 1988  à 176 en 2000 puis à 124 en 2010 et enfin à 98 en 2020, soit une baisse de 60 % en 32 ans. Le même mouvement est observé à l'échelle du département qui a perdu pendant cette période 60 % de ses exploitations,. La surface agricole utilisée dans la commune a également diminué, passant de 2 011 ha en 1988 à 1 690 ha en 2020. Parallèlement la surface agricole utilisée moyenne par exploitation a augmenté, passant de 8 à 17 ha.

## Vie pratique

### Accueil mairie: 04.68.46.81.90
Email : contact@ouveillan.fr

## Culture locale et patrimoine

### Lieux et monuments
Deux châteaux pinardiers :
- - Château du Terral, style néo-renaissance
  - Commanderie de Preïssan, château style briques et pierres d’inspiration Henri IV et Louis XIII, comme la place des Vosges à Paris, imitation du château de Courances (91[45]).

### Patrimoine religieux

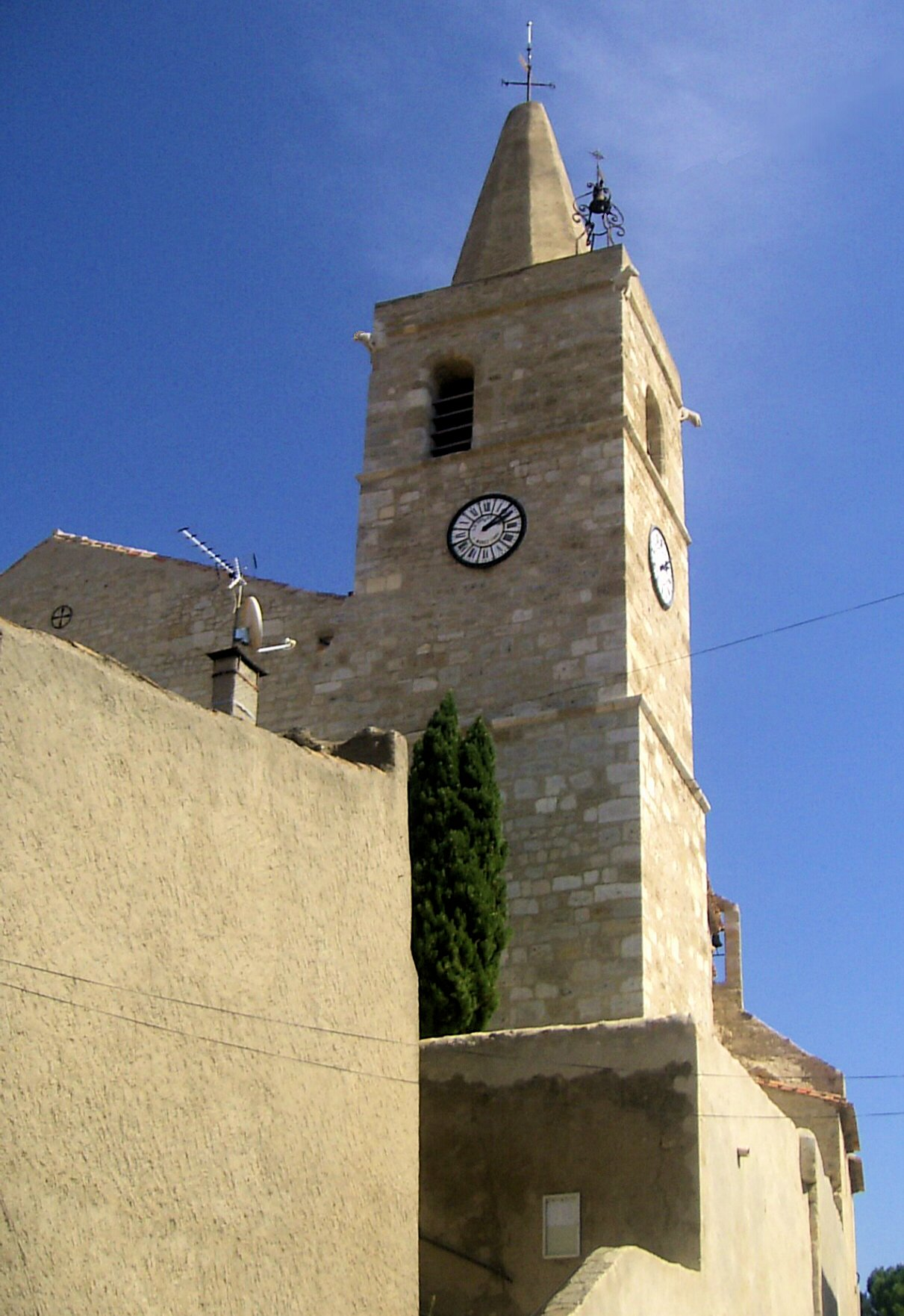
Église Saint-Jean-l'Évangéliste

- Église Saint-Jean-l'Évangéliste d'Ouveillan. L'édifice a été inscrit au titre des monuments historiques en 1926[46].

- Chapelle du château du Terral d'Ouveillan.
- Grange cistercienne de Fontcalvy (ruines de l'ancienne)

|  |  |

### Patrimoine culturel

#### Architecture
- Les deux châteaux médiévaux d'Ouveillan :
  - le château bas, ou château vieux d'Ouveilan, placé au bord de l'étang.
  - le château haut, ou "le fort", placé sur la colline.

Tous deux étaient couverts par des remparts percés de trois portes, dites le Portail-d'Amont, le Portail-d'Avail et le Portail-Salinier ou Portail-Salé. Des fossés communaux en défendaient les approches.
- Les deux châteaux pinardiers du XIXeme siècle :
  - château du Terral, classé monument historique en 2005.
  - château de Preïssan

#### Sculpture
- Monument aux morts d'Ouveillan : monument aux morts de la Première Guerre mondiale, place René-Iché. Conçu par le sculpteur moderne de Montparnasse René Iché (1897-1954). Inauguré en 1927 par les frères Sarraut et Léon Blum (alors jeune député). Il est considéré comme un des plus beaux monuments aux morts pacifistes de France car non revanchard.
- Tombe de René Iché au cimetière. Le sculpteur a été inhumé dans la commune natale de sa mère après les obsèques officielles à Paris.

### Autres lieux remarquables
- Cave coopérative vinicole d'Ouveillan, fondée en 1936, qui produit annuellement en moyenne 150 000 hectolitres[réf. nécessaire] de vin essentiellement de pays d'Oc. Dans un contexte de fusion des caves coopératives, celle d'Ouveillan a absorbé d'abord l'activité de celle de Sallèles-d'Aude, puis celle de Narbonne, le 1er août 2008[réf. nécessaire]. Un caveau de vente accueille les visiteurs toute l'année. Chaque année, le site accueille les Vendanges du cœur, un concert au profit des Restos du Cœur. Le concert 2009 a réuni la troupe RFM Party 80.

### Personnalités liées à la commune

#### Artistes
- René Iché (1897-1954), sculpteur
- Louis Garros (1833-1911), architecte bordelais
- Eugène-Louis Lequesne (1815-1887), sculpteur

#### Sportifs
- Cédric Rosalen (1980-2024), rugbyman

#### Militaires
- Georges Stibio (1896-1960), médecin général inspecteur, grand officier de la légion d’honneur

### Héraldique
| Blason de Ouveillan | Blason  | D'azur aux trois fleurs de lys d'or.             |
| Blason de Ouveillan | Détails | Le statut officiel du blason reste à déterminer. |